# Puskás Ferenc Labdarúgó Akadémia
La Puskás Ferenc Labdarúgó Akadémia (Accademia Calcistica Ferenc Puskás), meglio nota semplicemente come Puskás Akadémia, è una società calcistica ungherese con sede nel villaggio di Felcsút, villaggio dove è cresciuto nell'infanzia  Viktor Orban. Fondata nel 2005 come squadra giovanile del Videoton, si è poi resa indipendente nel 2012. 
Attualmente milita nella Nemzeti Bajnokság I, la massima serie del campionato ungherese.
Tra i calciatori lanciati dall'Accademia, spiccano i nazionali Ádám Gyurcsó, Roland Szolnoki e László Kleinheisler.

## Storia
Alla sua prima stagione nella massima categoria ungherese, la società conclude il campionato al terzultimo posto, salvandosi con diverse giornate d'anticipo dalla retrocessione.
Nella stagione 2017-2018 arriva per la prima volta nella sua storia in finale di Coppa d’Ungheria, eliminando in semifinale il Debrecen (4-0 andata e 0-2 ritorno) e perdendo ai rigori nell'ultimo atto contro l'Ujpest. Nella stagione 2020-21 conclude il campionato al secondo posto, miglior piazzamento della propria storia.

## Palmarès

### Competizioni nazionali
- Nemzeti Bajnokság II: 2

2012-2013, 2016-2017

### Altri piazzamenti
- Campionato ungherese:

Secondo posto: 2020-2021, 2024-2025
Terzo posto: 2019-2020, 2021-2022, 2023-2024
- Coppa d'Ungheria:

Finalista: 2017-2018

## Organico

### Rosa 2025-2026
| N. |                       | Ruolo | Calciatore                 |
| -- | --------------------- | ----- | -------------------------- |
| 6  | Capo Verde (bandiera) | C     | Laros Duarte               |
| 7  | Ghana (bandiera)      | A     | Joel Fameyeh               |
| 8  | Ungheria (bandiera)   | A     | Dániel Lukács              |
| 9  | Gambia (bandiera)     | A     | Lamin Colley               |
| 10 | Ungheria (bandiera)   | A     | Palkó Dárdai               |
| 11 | Ungheria (bandiera)   | A     | Zalán Kerezsi              |
| 14 | Polonia (bandiera)    | D     | Wojciech Golla             |
| 15 | Israele (bandiera)    | C     | Moshe Semel                |
| 16 | Finlandia (bandiera)  | C     | Urho Nissilä               |
| 17 | Rep. Ceca (bandiera)  | D     | Patrizio Stronati          |
| 19 | Ucraina (bandiera)    | C     | Artem Favorov              |
| 20 | Finlandia (bandiera)  | A     | Mikael Soisalo             |
| 21 | Armenia (bandiera)    | D     | Georgij Arutjunjan         |
| 22 | Ungheria (bandiera)   | D     | Roland Szolnoki (capitano) |
| 23 | Svizzera (bandiera)   | D     | Quentin Maceiras           |

| N. |                        | Ruolo | Calciatore               |
| -- | ---------------------- | ----- | ------------------------ |
| 24 | Ungheria (bandiera)    | P     | Tamás Markek             |
| 25 | Ungheria (bandiera)    | D     | Zsolt Nagy               |
| 33 | Inghilterra (bandiera) | D     | Brandon Ormonde-Ottewill |
| 44 | Ungheria (bandiera)    | C     | Szabolcs Dusinszki       |
| 55 | Ungheria (bandiera)    | D     | Viktor Vitályos          |
| 57 | Ungheria (bandiera)    | P     | Martin Dala              |
| 66 | Ungheria (bandiera)    | D     | Ákos Markgráf            |
| 72 | Ungheria (bandiera)    | P     | Bendegúz Lehoczki        |
| 76 | Ungheria (bandiera)    | D     | Barna Pál                |
| 77 | Ungheria (bandiera)    | A     | Kevin Mondovics          |
| 88 | Ungheria (bandiera)    | C     | Bence Vékony             |
| 90 | Ungheria (bandiera)    | A     | András Németh            |
| 96 | Ungheria (bandiera)    | D     | Roland Orján             |
| 99 | Ungheria (bandiera)    | A     | Zoárd Nagy               |